# Idaea callipepla
Idaea callipepla är en fjärilsart som beskrevs av Louis Beethoven Prout 1917. Idaea callipepla ingår i släktet Idaea och familjen mätare. Inga underarter finns listade i Catalogue of Life.